# Blumenspiele

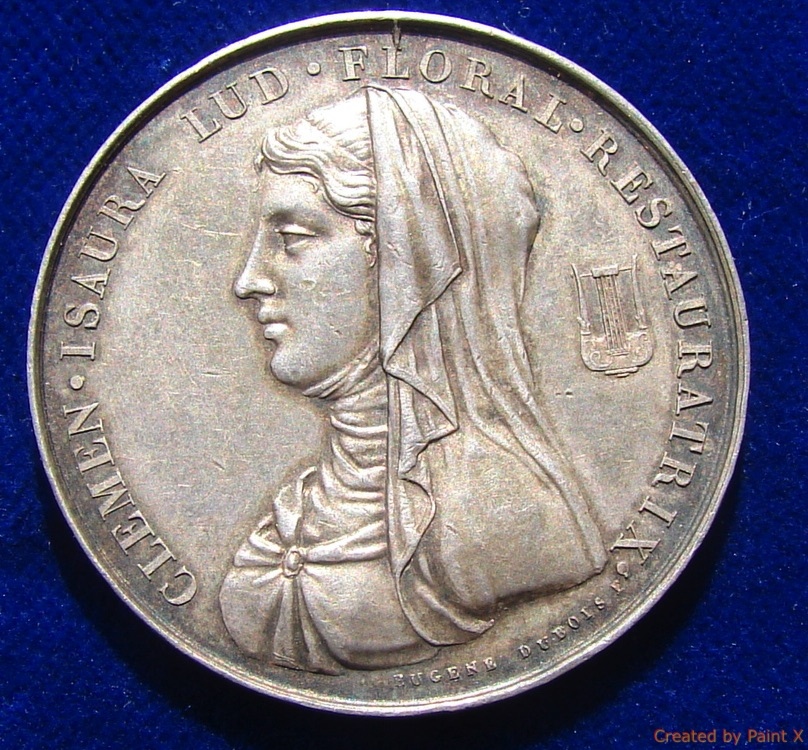
Medaille Toulouse 1819, Clémence Isaure, 1450 Toulouse – 1500 und die Jeux Floraux, Vorderseite

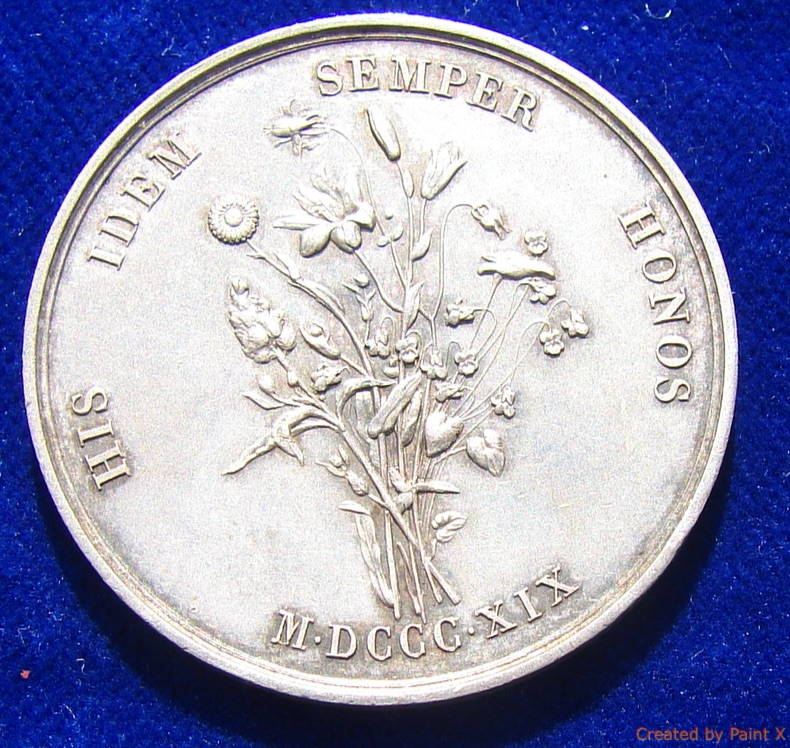
Medaille der Jeux Floraux, Toulouse 1819, Rückseite

Die Blumenspiele (altfranzösisch Jeux Floraux) sind ein Dichterwettstreit, der 1324 aus der Gai-Saber-Gesellschaft hervorging. Er wird in jedem Jahr am Maibeginn an einen Dichter der Langue d’oc verliehen. Die Ehrungen bestanden in einem goldenen Amarant sowie je einem Veilchen, einer Wildrose und einer Ringelblume aus Silber.
Der Wettbewerb, der ursprünglich in Toulouse zur Pflege der Trobadorlyrik ins Leben gerufen worden war und in der Renaissance von Clémence Isaure wiederbelebt wurde, ist 1694 vom französischen König Ludwig XIV. als Academie des Jeux Floraux  in den Rang einer Akademie erhoben worden. Danach wurden nur noch Gedichte in französischer Sprache zugelassen. Ab 1745 wurde die (seitdem goldene) Rose zu einem Preis für Prosa; ihr Gewinner trägt den Titel eines Maître ès Jeux Floraux. Verursacht durch die Französische Revolution fanden die Blumenspiele zwischen 1790 und 1806 nicht statt. Danach wurde die Tradition fortgeführt. Seit dem 19. Jahrhundert halten zudem auch andere Städte in Südfrankreich wie zum Beispiel Béziers Literaturwettbewerbe dieser Art ab.
Zu den bedeutendsten Preisträgern der Blumenspiele zählen Pierre de Ronsard, Robert Garnier, Jean Bodin, Étienne de La Boétie, Michel de Montaigne, Fabre d’Églantine und Victor Hugo.

Gürzenichsaal in Köln, in dem 1899 die Kölner Blumenspiele stattfanden

1899 führte Johannes Fastenrath die Blumenspiele in Köln ein, um die rheinländische und westfälische Dichtung zu fördern. Der deutsche Wettbewerb fand jedoch nur bis 1914 statt.
Nach Art der Kölner Blumenspiele wurde im Jahr 1904 in Baltimore (USA) das „Baltimorer Blumenspiel“ („Flower Game“) veranstaltet, ein Dichterwettstreit für deutsch-amerikanische Poeten nach dem Vorbild der Minnesänger. Mitinitiator dieser Veranstaltung war der mit Fastenrath in engem Briefkontakt stehende Ernst Henrici.